# 1996
1996 (MCMXCVI) a fost un an bisect al calendarului gregorian, care a început într-o zi de luni. A fost desemnat:
- Anul Internațional pentru eradicarea sărăciei.

## Evenimente

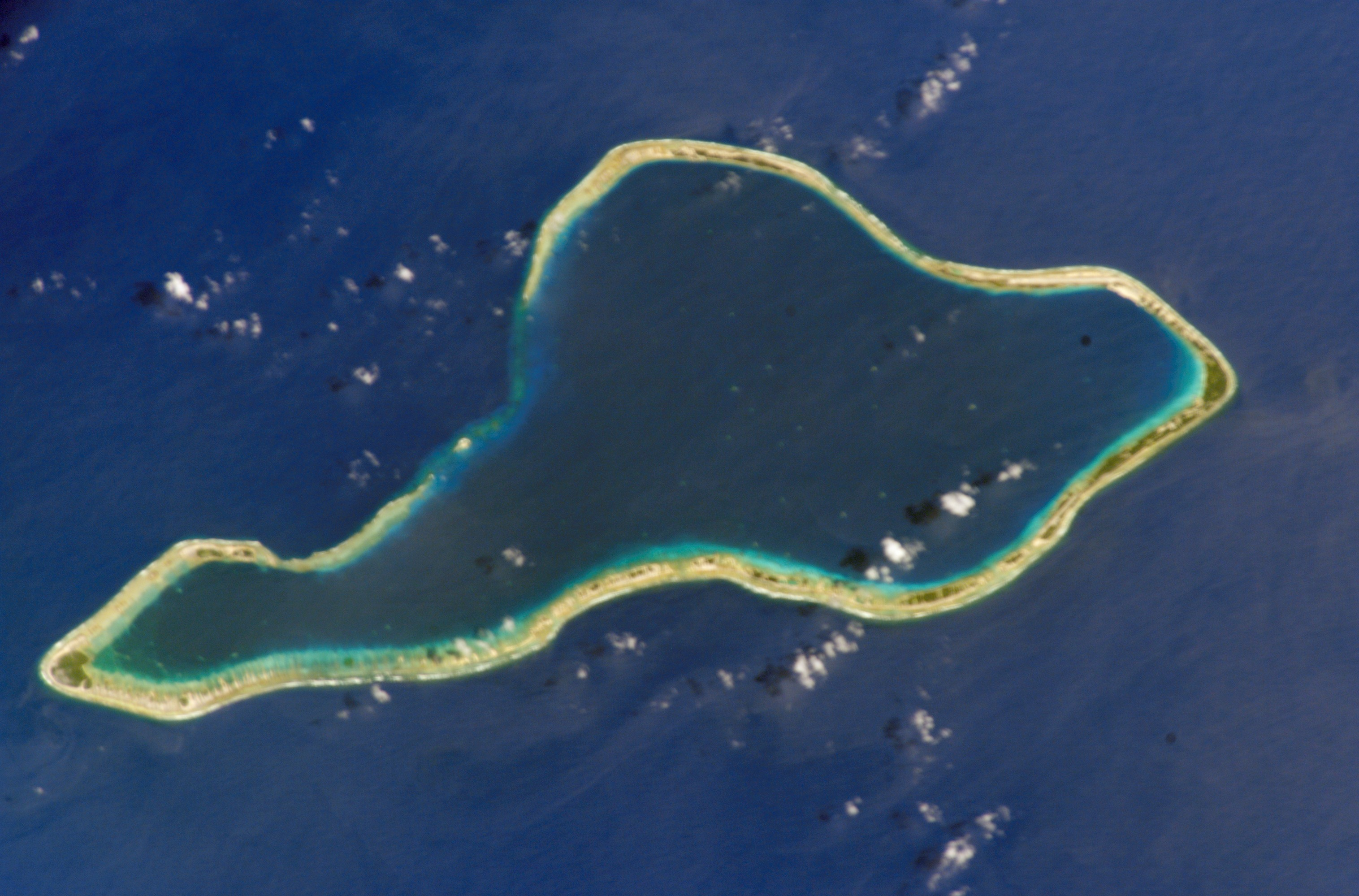
21 ianuarie: Ultimul test nuclear francez din atolul Mururoa, declanșează proteste în întreaga lume împotriva președintelui Jacques Chirac.

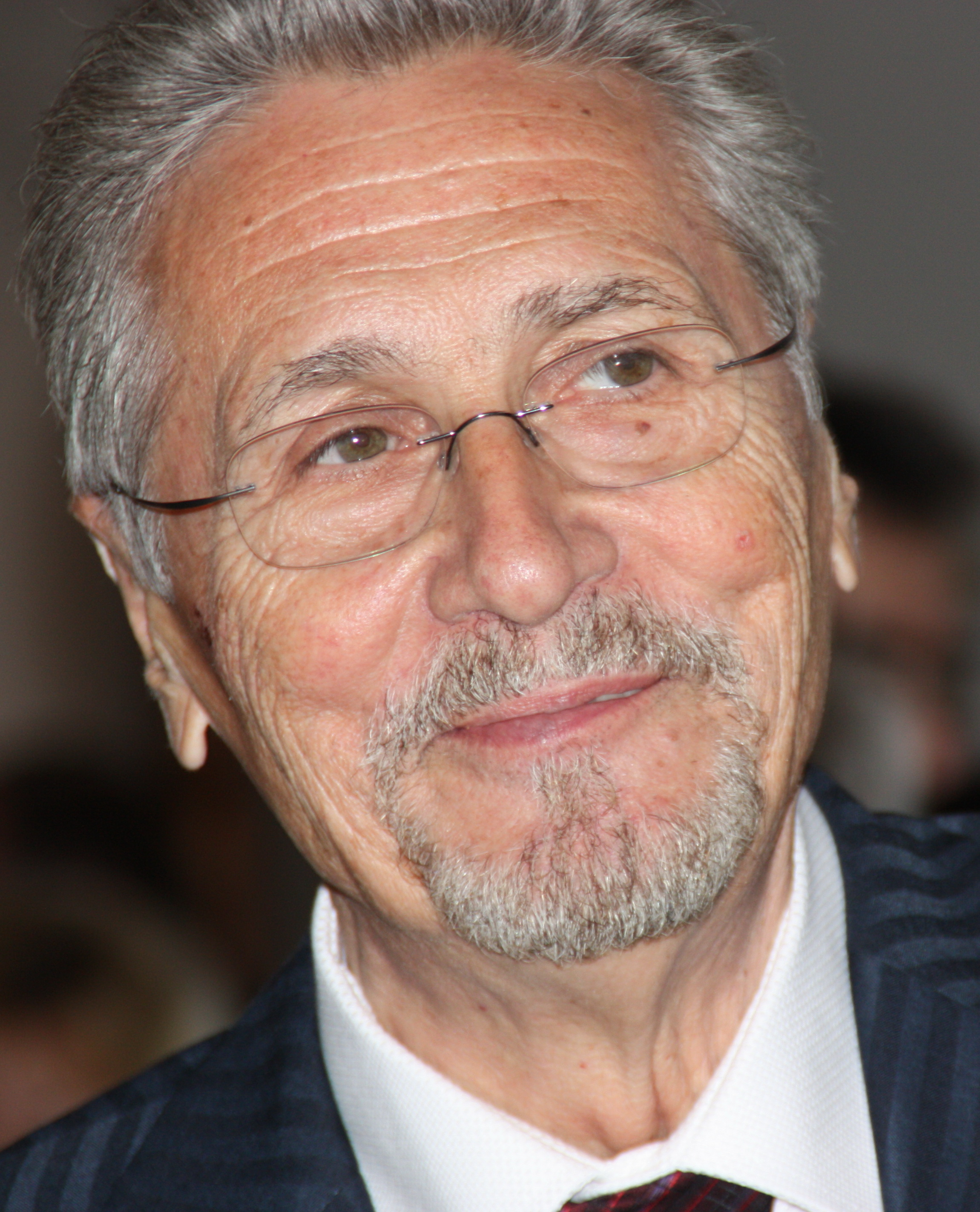
29 noiembrie: Emil Constantinescu devine al 3-lea președinte al României.

### Ianuarie
- 11 ianuarie: Ilie Năstase, într-un interviu acordat postului de radio ProFM, declară că dorește să candideze pentru postul de primar al Capitalei și dacă PDSR, partidul al cărui membru este, va avea altă opțiune, va candida ca independent.
- 12 ianuarie: Purtătorul de cuvânt al Inspectoratului General al Poliției, anunță că rata criminalității din România a fost, în 1995, de 3 ori mai mare decât în 1990, iar numărul actelor de corupție a fost cu 42,9% mai mare față de 1994.
- 15 ianuarie: Virgil Măgureanu, directorul SRI, într-un interviu acordat Televiziunii Române declară că senatorul Corneliu Vadim Tudor s-a înconjurat de elemente ultraconservatoare care au aparținut structurilor SRI, că prin intermediul grupului de la revista Săptămâna „s-a făcut complicele fostei Securități prin hăituirea - uneori în mod abominabil – a unor intelectuali de frunte din România”.[1]
- 16 ianuarie: Viorel Hrebenciuc, secretar general al guvernului, a fost desemnat ca director de campanie electorală a PDSR avându-i ca adjuncți pe Miron Mitrea (secretar general al PDSR) și pe Alexandru Lăpușan (vicepreședinte PDSR).
- 19-21 ianuarie: La Congresul al IV-lea al PNȚCD, desfășurat la București, la Teatrul Național, Ion Diaconescu este ales noul președinte al partidului cu 539 de voturi. Principalul său contracandidat, Ion Rațiu, obține 151 de voturi.
- 20 ianuarie: Yasser Arafat a fost ales în funcția de președinte al Autorității Naționale Palestiniene și va ocupa și funcția de prim-ministru.
- 21 ianuarie: Ultimul test nuclear francez din atolul Mururoa, declanșează proteste în întreaga lume împotriva președintelui Jacques Chirac.
- 22 ianuarie: Andreas Papandreou, prim-ministru al Greciei, demisionează din motive de sănătate. Se formează un nou guvern sub Costas Simitis.

### Februarie
- 3 februarie: Petre Roman, liderul PD, își anunță candidatura la Președinția României.
- 7 februarie: Comisia parlamentară de control a activității SRI s-a pronunțat în cazul Corneliu Vadim Tudor: liderul PRM a încălcat legea publicând în revista România Mare documente secrete care afectează siguranța națională.[2]
- 8 februarie: Hans van den Brock, comisar al UE pentru relațiile cu Europa de est, întors la Bruxelles după vizite în România și Slovacia declară că aceste țări nu vor fi neapărat printre țările care vor începe negocierile de aderare la UE anul viitor, deoarece reformele economice și politice n-au înregistrat progrese concludente.[2]
- 9 februarie: Victor Ciorbea este desemnat drept candidatul CDR la postul de primar general al Bucureștiului.
- 10 februarie: Supercalculatorul Deep Blue, fabricat de IBM, l-a înfrânt la șah pe campionul mondial Garry Kasparov. Totuși, pe 17 februarie scorul final va fi de 4-2 pentru Kasparov.
- 14 februarie: Biblioteca Apostolică a Vaticanului aprobă pentru Arhivele Statului român microfilmarea unor documente referitoare la istoria României.
- 17 februarie: Ilie Năstase își anunță candidatura pentru funcția de primar general al Capitalei din partea PDSR.
- 26 februarie: Parlamentul dezbate moțiunea inițiată de Opoziție, privind criza energetică. Senatorii au respins moțiunea cu 63 voturi pentru (erau necesare 72 de voturi pentru ca moțiunea să fie adoptată), însă deputații i-au dat câștig de cauză (150 voturi pentru, 124 voturi contra).[3]
- 28 februarie: Federația Rusă intră în Consiliul Europei.

### Martie
- 20 martie: Începe scandalul „vacii nebune”, odată cu anunțul că bovinele atinse de ESB pot transmite omului maladia Kreutzfeldt-Jakob.
- 22 martie: La ședința Consiliului Suprem de Apărare a Țării se apreciază că principalii factori care primejduiesc siguranța națională sunt: infracționalitatea economico-financiară, crima organizată, corupția, traficul ilicit de arme și stupefiante.[4]
- 28 martie: La propunerea PAC, Ilie Ilașcu a fost propus drept candidat la Premiul Nobel pentru Pace pe 1996. Liderul PAC, Nicolae Manolescu, afirmă că această candidatură a fost acceptată de către comitetul Nobel din Norvegia.[4]
- 30 martie: La Congresul extraordinar al PNL, Radu Câmpeanu, președintele partidului, este desemnat candidat la Președinția României.

### Aprilie
- 5 aprilie: Traian Băsescu, deputat PD de Vaslui, își anunță demisia din Parlamentul României pentru a nu mai beneficia de imuniate parlamentară și a se pune la dispoziția Parchetului General în vederea soluționării unor dosare în care a fost implicat.[5]
- 9 aprilie: Șefului Statului Major al Armatei, Dumitru Cioflină, declară că dacă comunistul Ghennadi Ziuganov va câștiga alegerile prezidențiale din Rusia, România ar trebui să se orienteze către o alianță regională extra-NATO a țărilor fostului Tratat de la Varșovia. Președinția, MAPN și MAE vor preciza că ipoteza lui Cioflină nu corespunde obiectivelor politicii externe a României pentru care integrarea în NATO reprezintă o prioritate indiscutabilă.[5]
- 12 aprilie: Se dă publicității un sondaj de opinie în legătură cu preferințele pentru viitorul președinte al României: Ion Iliescu - 29%; Emil Constantinescu - 15%; Petre Roman -12%; C.V. Tudor - 4%; Gheorghe Funar - 2%; Nicolae Manolescu - 1%; Teodor Meleșcanu - 1%; Adrian Năstase - 1%: Adrian Păunescu - 1%; indeciși - 32%.[5]
- 12 aprilie: Ion Cioabă, autoproclamatul rege internațional al romilor, îi propune generalului Nicolae Nițu, comandantul Poliției Capitalei, să candideze la funcția de primar general al Bucureștiului pentru care îl vor vota romii săi, admiratori ai calităților celui pe care-l numesc cu afecțiune „tata Nițu“.[5]
- 17 aprilie: A fost inaugurat oficial primul reactor al Centralei nuclearo-electrice de la Cernavodă care va furniza pentru început 8% din necesarul energetic al țării. România devine prima țară din Europa de Est care deține acest gen de centrală.
- 21 aprilie: În urma cererii de ridicare a imunității parlamentare a lui Corneliu Vadim Tudor de către Ministerul justiției, pentru 11 dosare dintre care 10 au ca obiect calomnierea unor personalități ale vieții politice și culturale, iar cel de-al 11-lea ofensă adusă autorităților (acuzații l adresa lui Ion Iliescu și Virgil Măgureanu), senatorii au votat (85 voturi pentru și 39 împotrivă) ridicarea imunității parlamentare.[6]
- 22 aprilie: Consiliul Național Palestinian și-a deschis lucrările, după 32 de ani de exil.
- 22 aprilie: Războiul din Kosovo. Război etnic în Kosovo, Iugoslavia (1996-1999) în care au fost implicați 20 beligeranți.

### Mai
- 3 mai: Javier Solana, secretarul general al NATO, la capătul unui turneu prin mai multe țări central și est europene (Cehia, Slovacia, Slovenia, Albania, Bulgaria), efectuează cea mai scurtă vizită – de numai 6 ore – la București. Declară în privința extinderii spre est a NATO că „nu s-a luat încă nici o decizie, negocierile continuă și aderarea depinde de voința fiecărei țări”.[7]
- 4 mai: Se încheie etapa depunerii candidaturilor pentru alegerile locale din 2 iunie. Pentru primăria generală a Bucureștiului există 47 de candidaturi.
- 4 mai: Ion Iliescu promulgă legea prin care se acordă privilegii celor care au participat direct între 16-25 decembrie 1989 la luptele care au dus la victoria Revoluției.
- 4 mai: Dan Iosif, președintele onorific al organizației revoluționarilor din decembrie 1989 declară că membrii organizației îl sprijină necondiționat pe Ion Iliescu în alegerile preziențiale. În același timp, nemulțumit că revoluționarii nu au fost puși pe lista PDSR pe locuri eligibile la alegerile locale, declară că dacă negocierile nu vor avea rezultatele scontate, vor boicota PDSR încercând să lămurească electoratul că între Ion Iliescu și PDSR nu există nici o legătură.[7]
- 20 mai: Căpitanul SRI, Constantin Bucur, a făcut publice niște înregistrări ale unor convorbiri telefonice despre care a afirmat că au fost realizate ilegal de SRI. Este trecut în rezervă și se dispune începerea urmăririi penale în cazul său pentru încălcarea Legii privind siguranța națională și încălcarea articolului privind divulgarea secretului profesional.[7]
- 23 mai: Ion Iliescu se întâlnește la Cotroceni cu liderii partidelor parlamentare. S-a convenit ca pragul electoral pentru alegerile parlamentare să fie de 5%, prag susținut de PDSR, CDR, PL'93 și UDMR. PAC, PUNR, PSM și PNLCD s-au pronunțat pentru păstrarea pragului electoral de 3%.[8]
- 23 mai: Se dă publicității sondajul IMAS privitor la postul de primar general al Capitalei. Victor Ciorbea (CDR) - 35,4%; Ilie Năstase (PDSR) - 32,8%; Anton Vătășescu (USD) - 11,8%; Doru Viorel Ursu (independent) - 8,5%; Dinu Patriciu (PL’93) - 4,5%. Bucureștenii se vor prezenta la vot în proporție de 76%.[8]

### Iunie
- 2 iunie: Primul tur al alegerilor locale în România. Prezență la vot 56,47%.
- 4 iunie: După primele estimări ale rezultatelor la alegerile locale, Gheorghe Funar la Cluj-Napoca și-a anunțat victoria. Suporterii liderului PUNR au scandat „Nu-i valută ca dolaru’/și primar ca și Funaru.[9]
- 5 iunie: Se stabilește ca data alegerilor parlamentare și prezidențiale să fie 3 noiembrie, iar pragul pentru accesul partidelor în Parlament să rămână 3%. CDR și PD au propus pragul de 5%, dar celelalte partide, în frunte cu PDSR, au impus vechiul prag de 3%.
- 8 iunie: Miron Mitrea, vicepreședintele PDSR, anunță că „Ion Iliescu a decis ca PDSR să strângă semnături pentru candidatura sa la un nou mandat pentru prezidențialele din toamnă”.
- 11 iunie: La o conferință de presă Adrian Năstase, președintele executiv al PDSR, apare îmbrăcat cu un tricou alb pe scrie cu negru Ilyescu. Tricoul este un cadou pentru PDSR de la caricaturistul Mihai Stănescu.
- 11 iunie: Mădălin Voicu, liderul romilor, a declarat că nu va fi liniște în București dacă Victor Ciorbea va fi ales primar, deoarece romii îl doresc în această funcție pe Ilie Năstase, iar cu Victor Ciorbea nu vor colabora.[9]
- 12 iunie: Curtea Supremă de Justiție îl pune în libertate, după 1 an și jumătate de detenție, pe Ion Stoica, fostul patron al jocului „Caritas“. Curtea îl scoate de sub acuzația de bancrută frauduloasă și îl condamnă la un an și jumătate închisoare pentru fals intelectual, dar, constatând că acesta și-a ispășit deja pedeapsa, îl eliberează.[9]
- 16 iunie: Al doilea tur al alegerilor locale în România.  Alegătorii se prezintă la urne acolo unde candidații pentru posturile de primari n-au obțint majoritatea absolută la primul tur de scrutin (municipiul București plus alte 49 de municipii) și unde participarea la vot a fost mai mică decât jumătate (16 municipii).
- 17 iunie: Biroul Electoral Central al municipiului București comunică că prezența la vot a fost de 53,79% și câștigătorul postului de Primar General al Capitalei este candidatul CDR, Victor Ciorbea, pentru care au votat 56,74% dintre alegători. Contracandidatul său, susținut de PDSR, Ilie Năstase, a obținut 43,26% din voturi. Posturile de primari ai sectoarelor Capitalei au fost câștigate de candidații CDR, cu excepția sectorului 1 unde a ieșit învingător independentul George Pădure (55,77% din voturi).
- 30 iunie: Echipa națională de fotbal a Germaniei învinge echipa națională de fotbal a Cehiei cu scorul de 2-1 și câștigă Euro 1996.

### Iulie
- 5 iulie: Banca Națională a României a hotărât să trimită instanței judecătorești situația financiară a băncilor Dacia Felix și Credit Bank pentru a se hotărî lichidarea sau redresarea acestora. Sunt primele bănci mari în faliment și cu președinți arestați.
- 5 iulie: Oaia Dolly, primul mamifer clonat din celule adulte, s-a născut la Roslin Institute în Midlothian, Scoția. Dolly a murit pe 14 februarie 2003.
- 8 iulie: Martina Hingis devine cea mai tânără persoană (15 ani și 282 zile) din istoria Wimbledonului care câștigă turneul la dublu femei.
- 11 iulie: Ziarul Evenimentul zilei publică lista celor șapte care au împrumutat de la  băncile Dacia Felix și Credit Bank uitând să mai dea înapoi, suma de 1.570,9 miliarde lei, aducându-le în pragul falimentului. Printre aceștia: Sever Mureșan - 1.178 miliarde lei și Ilie Alexandru - 20,9 miliarde lei.[10]
- 19 iulie: Jocurile Olimpice de vară de la Atlanta, Georgia, SUA, sunt deschise de președintele Bill Clinton. România se clasează pe locul 14, cu patru medalii de aur, patru de argint și șase de bronz.
- 19 iulie:  Unul dintre motivele pentru care mai mulți congresmeni americani au pledat pentru a se amâna acordarea clauzei națiunii celei mai favorizate, pe bază permanentă României, a fost acela că în anul electoral 1996 forțele politice din România pot folosi acest succes al politicii externe pentru a câștiga capital electoral și a influența rezultatele alegerilor. Mircea Geoană, ambasadorul României în Statele Unite a transmis însă americanilor promisiunea oficialităților de la București că acest lucru nu se va întâmpla.[11] Legea a fost votată de Senatul american.
- 20 iulie: Adrian Păunescu, candidatul PSM la Președinția țării, este primul care își începe campania electorală, printr-un miting la Craiova, în compania cenaclului „Totuși iubirea”. A promis că va asigura dreptul la muncă pentru toți, un salariu mediu de 200 dolari, 300.000 de apartamente noi construite în 4 ani, 600.000 de noi locuri de muncă, etc.[12]
- 22 iulie: Ion Iliescu declară că întârzierea acordării clauzei s-a datorat și unor oameni politici ai Opoziției care au făcut propagandă, în străinătate, împotriva acordării clauzei și că Emil Constantinescu, deși a fost în America, n-a făcut nimic pentru ca România să primească clauza.[11] Nicolae Văcăroiu a precizat și el că obținerea clauzei este un succes al guvernării sale.[11]
- 22 iulie: În incinta Camerei Reprezentanților a Congresului Statelor Unite a avut loc o conferință de presă la care au fost făcute publice două scrisori ale unor congresmeni americani. Președintele Comisiei de Securitate și Cooperare în Europa îi transmite lui Ion Iliescu dezamăgirea sa provocată de atitudinea șefului statului român și a primului-ministru care au încălcat promisiunea de a nu folosi acordarea clauzei în luptele electorale. A doua scrisoare este adresată lui Emil Constantinescu în care se precizează „Din discuțiile anterioare purtate cu dvs. știam că nu sunteți împotriva acordării clauzei pentru România și acesta a fost un motiv important pentru care am votat legea“.[11] Anumiți congresmeni intervin pe lângă președintele Clinton pentru ca acesta să nu promulge legea prin care se acordă clauza României.[11]
- 24 iulie: Ion Iliescu îi invită la Cotroceni pe Emil Constantinescu și Petre Roman și reușește să-i convingă să semneze împreună o declarație în care s-a consemnat: clauza „a fost acordată României și poporului român și este, deopotrivă, rezultatul demersurilor oficialităților și ale forțelor politice de opoziție.[11] Iliescu este numit de presă Hopa-Ionică.[11]
- 27 iulie: O bombă a explodat la Jocurile Olimpice de la Atlanta, SUA, unde o persoană a murit si alte 111 au fost rănite.
- 31 iulie: Se dă publicității un sondj CURS inițiat de Fundația Soros pentru o Societate Deschisă cu următoarele rezultate: CDR - 33%; PDSR - 29%; USD - 12%; UDMR - 6%; PSM - 4%; PRM - 4%; PUNR - 4%; PAC- 3%; PDAR - 2%; PL’93 - 2%; PS - 1% iar pentru președinție: Ion Iliescu - 33%; Emil Constantinescu - 23%; Petre Roman - 16%; Corneliu Vadim Tudor - 3%; Gheorghe Funar - 2%; Adrian Păunescu - 1%; Alte personalități - 3%; Nu știu - 19%.[11]

### August
- 1 august: A intrat în vigoare, în mod oficial, programul efectiv de Parteneriat Individualizat România - NATO.
- 3 august: Președintele Statelor Unite, Bill Clinton, a semnat legea prin care se acordă clauza națiunii celei mai favorizate pentru România, în regim permanent. Președintele american a sublinit că s-a acordat clauza pentru progresele înregistrate de România pe drumul reformelor democratice.
- 6 august: NASA anunță că meteoritul ALH 84001, care provine de pe Marte, conține forme de viață primitivă, s-au descoperit substanțe minerale care de obicei, pe Terra, sunt de origine biologică.
- 28 august: La Palatul Copiilor din Capitală are loc lansarea oficială a candidaturii lui Ion Iliescu pentru un nou mandat prezidențial.

### Septembrie
- 13 septembrie: Rapper-ul american, 2Pac (Tupac Shakur), moare, după ce fusese împușcat în Las Vegas cu 6 zile în urmă.
- 16 septembrie: Semnarea Tratatului de la Timișoara de prietenie și bună vecinătate între România și Republica Ungară.
- 27 septembrie: Conflictul din Afganistan. Talibanii cuceresc Kabulul, îl execută pe președintele Najibullah și instaurează un „sistem islamic complet”; închid școlile pentru fete, interzic femeilor să lucreze și stabilesc pedepse islamice.

### Octombrie
- 2 octombrie: Senatul a adopta (88 voturi pentru, 2 abțineri, 6 voturi împotrivă) proiectul de Lege privind declararea și controlul averii demnitarilor, magistraților, funcționarilor publici și unor persoane cu funcții de conducere. Această lege îi obligă pe cei vizați să depună la începutul și la sfârșitul fiecărui mandat declarații amănunțite în legătură cu averea lor și a familiilor lor.
- 3 octombrie: S-a încheiat termenul de depunere la BEC a candidaturilor pentru Președinția României. S-au înregistrat 16 candidaturi: Ion Iliescu (PDSR), Constantin Niculescu (Partidul Național al Automobiliștilor), Adrian Păunescu (PSM.), Emil Constantinescu (CDR.), Constantin Mudava (independent), Tudor Mohora (PS), Corneliu Vadim Tudor (PRM), Gyorgy Frunda (UDMR), Gheorghe Funar (PUNR), Nicolae Manolescu (ANL), Petre Roman (USD), Ioan Pop De Popa (UNC), Radu Câmpeanu (ANLE), Nuțu Anghelina (independent), Nicolae Militaru (independent), George Muntean (Partidul Pensionarilor).
- 11 octombrie: Postul de televiziune Antena 1 publică un sondaj coordonat de șeful catedrei de statistică de la A.S.E.: Emil Constantinescu -31,7%; Petre Roman - 28,2%; Ion Iliescu - 24,2%; Corneliu Vadim Tudor - 4,4%; Gheorghe Funar -2,8%; Nicolae Manolescu - 2,3%; Ioan Pop De Popa - 2,2%; Gyorgy Frunda - 1,2%; Tudor Mohora - 1,1%; Adrian Păunescu -1,1%.[13]
- 19 octombrie:  Un alt sondaj efectuat de IMAS la comanda ProTV arată următoarele rezultate: Ion Iliescu - 31,9%; Emil Constantinescu - 27,2%; Petre Roman - 21,9%; Gyorgy Frunda - 5%, Corneliu Vadim Tudor - 3,2%; Gheorghe Funar - 2,2%; Ioan Pop De Popa - 2%; Nicolae Manolescu - 1,9%; Adrian Păunescu - 1,5%; Tudor Mohora - 1,2%;  Radu Câmpeanu - 1%.[13]
- 13 octombrie: Damon Hill câștigă singurul său titlu mondial la Formula 1.
- 22 octombrie: Sever Mureșan, omul de afaceri care datorează băncii Dacia Felix aproape 1.200 miliarde de lei, a fost audiat la Direcția Cercetări Penale a Inspectoratului General al Poliției.
- 28 octombrie: Palatul Camerei Deputaților este trecut de guvernul Văcăroiu (PSDR) în administrarea Bisericii Ortodoxe Române.

### Noiembrie
- 3 noiembrie: Alegeri prezidențiale în România. În primul scrutin, Ion Iliescu conduce cu 32,25%, este urmat de Emil Constantinescu cu scorul de 28,22%, care se califică pentru turul al doilea.
- 5 noiembrie: Realegerea democratului William "Bill" Jefferson Clinton ca președinte al Statelor Unite contra republicanului Robert Dole și a independentului Ross Perot cu 47% din voturi (45% absență la vot).

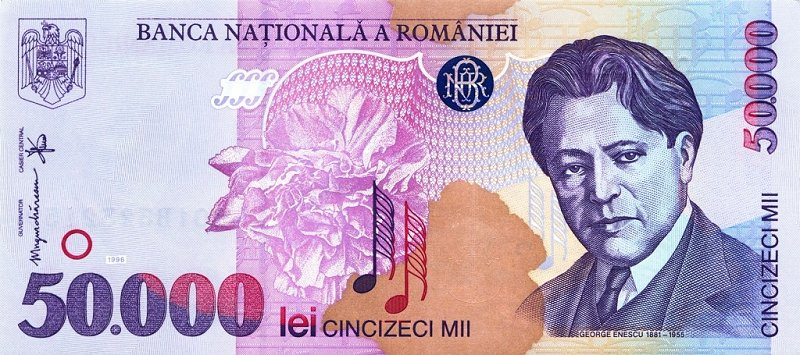
În 20 noiembrie 1996, în România, se emite bancnota de 50.000 lei, cu George Enescu.

- 12 noiembrie: Coliziunea dintre un Boeing 747 cu destinația New Delhi, India și un avion cazac IL-76 s-a soldat cu decesul a 349 de pasageri.
- 16 noiembrie: Microsoft intră în industria de telefoane mobile lansând Windows CE.
- 17 noiembrie: S-a desfășurat al 2-lea tur de scrutin al alegerilor prezidențiale din România, câștigate de Emil Constantinescu, președintele CDR, cu 54,41% din voturi, contracandidatul său, Ion Iliescu, obținând 45,59%.
- 22 noiembrie: Cu 7 zile înante de terminarea mandatului de președinte al României, Ion Iliescu grațiază câțiva foști membri ai C.P.Ex. al PCR: Lina Ciobanu, Nicolae Constantin, Constantin Olteanu, Gheorghe Oprea, Gheorghe Pană și Dumitru Popescu.
- 22 noiembrie: Admiterea Poloniei în Organizația pentru Cooperare și Dezvoltare Economică.
- 23 noiembrie: Un avion etiopian de tip Boeing 767 cu 127 de pasageri la bord este deturnat. În lipsă de combustibil, se prăbușește în Oceanul Indian.
- 27 noiembrie: Petre Roman este ales prin vot secret (87 voturi pentru, 52 împotrivă) președinte al Senatului avându-l drept contracandidat pe Teodor Meleșcanu iar Ion Diaconescu este ales președinte al Camerei Deputaților (207 voturi pentru, 114 împotrivă) avându-l drept contracandidat pe Adrian Năstase.
- 29 noiembrie: Emil Constantinescu a devenit al 3-lea Președinte al României, prin depunerea jurământului constituțional în fața camerelor reunite ale Parlamentului.

### Decembrie
- 4 decembrie: A fost inaugurată filiala din România a companiei Microsoft.
- 12 decembrie: La Palatul Cotroceni, prim-ministrul Victor Ciorbea, și miniștrii cabinetului său, depun jurământul în fața președintelui României, Emil Constantinescu.
- 13 decembrie: Liderii Uniunii Europene au prezentat design-ul bancnotelor EURO.
- 13 decembrie: Kofi Annan a devenit secretar general al ONU.

### Nedatate
- martie: Se lansează serialul american de animație Laboratorul lui Dexter, creat de Genndy Tartakovsky.
- iulie: Mars Pathfinder. Prima navă spațială lansată de NASA, care asolizează pe Marte.
- Gellu Naum publică volumul de proză Întrebătorul.
- Horia Roman Patapievici publică volumul Politice.
- Andrei Pleșu publică Chipuri și măști ale tranziției.
- Pelicula Inimă neînfricată primește Premiul Oscar pentru cel mai bun film.
- Se înființează rețeaua TV prin cablu Al-Jazeera, de limbă arabă, în Qatar.

## Nașteri

### Ianuarie
- 1 ianuarie: Mahmoud Dahoud, fotbalist german
- 1 ianuarie: Stunna 4 Vegas, trap rapper si cantaret hip hop american
- 4 ianuarie: Jasmine Paolini, jucătoare de tenis italiană
- 5 ianuarie: Max Baldry, actor britanic
- 7 ianuarie: Fu Yuanhui, înotătoare chineză
- 9 ianuarie: Oana Gregory, actriță americană
- 11 ianuarie: Leroy Sané, fotbalist german (atacant)
- 11 ianuarie: Holy Molly, cântăreață, compozitoare și actriță română
- 15 ianuarie: Dove Cameron, actriță și cântăreață americană
- 16 ianuarie: Jennie Kim, cântăreață sud-coreeană
- 16 ianuarie: Andreea Voicu, fotbalistă română
- 19 ianuarie: Lyes Houri, fotbalist francez
- 21 ianuarie: Marco Asensio Willemsen, fotbalist spaniol
- 24 ianuarie: Patrik Schick, fotbalist ceh (atacant)
- 25 ianuarie: Adama Traoré Diarra, fotbalist spaniol
- 27 ianuarie: Szilárd Vereș, fotbalist român de etnie maghiară
- 27 ianuarie: Szilárd Veres, fotbalist român

### Februarie
- 1 februarie: Dionne Bromfield, cântăreață britanică
- 4 februarie: iRaphahell, YouTuber român
- 6 februarie: Silviu Nicolae Balaure, fotbalist român
- 7 februarie: Manon Brunet, scrimeră franceză
- 9 februarie: Kelli Berglund, actriță și cântăreață americană
- 10 februarie: Robert Vișoiu, pilot român de curse
- 11 februarie: Daniil Medvedev, jucător rus de tenis
- 11 februarie: Lucas Torreira (Lucas Sebastián Torreira Di Pascua), fotbalist uruguayan
- 14 februarie: Lucas Hernández (Lucas François Bernard Hernánde), fotbalist francezo-spaniol
- 20 februarie: Mabel (n. Mabel Alabama Pearl McVey), cântăreață și compozitoare britanică
- 20 februarie: Mabel, cântăreață și compozitoare britanică
- 21 februarie: Sophie Turner, actriță britanică
- 28 februarie: Karsten Warholm, atlet norvegian

### Martie
- 6 martie: Timo Werner, fotbalist german (atacant)
- 18 martie: Adrián Rus, fotbalist român
- 19 martie: Alexandru Tudorie, fotbalist român (atacant)
- 20 martie: Russ Millions, rapper de drill din Regatul Unit
- 21 martie: Vlad Olteanu, fotbalist român
- 22 martie: Ionuț Constantin Panțîru, fotbalist român
- 23 martie: Alexander Albon, pilot de curse thailandez
- 24 martie: Valentino Lando Lazaro, fotbalist austriac
- 28 martie: Benjamin Pavard, fotbalist francez
- 31 martie: Kira Hagi, actriță română

### Aprilie
- 2 aprilie: André Onana Onana, fotbalist camerunez (portar)
- 3 aprilie: Fabián Ruiz, fotbalist spaniol
- 8 aprilie: Florentina Iusco, atletă română
- 8 aprilie: George Alexandru Pușcaș, fotbalist român (atacant)
- 8 aprilie: Florentina Iusco, atletă română
- 8 aprilie: Raul Constantin Dobre, bober român
- 9 aprilie: Rron Broja, fotbalist albanez
- 9 aprilie: Giovani Lo Celso, fotbalist argentinian
- 10 aprilie: Andreas Christensen (Andreas Bødtker Christensen), fotbalist danez
- 10 aprilie: Cristina Laslo, handbalistă română
- 10 aprilie: Loïc Nottet, cântăreț belgian
- 10 aprilie: Thanasi Kokkinakis, jucător de tenis australian
- 11 aprilie: Dele Alli (Bamidele Jermaine Alli), fotbalist englez
- 12 aprilie: Jan Kacper Bednarek, fotbalist polonez
- 12 aprilie: Matteo Berrettini, jucător italian de tenis
- 13 aprilie: Marko Grujić, fotbalist sârb
- 14 aprilie: Abigail Breslin, actriță americană
- 16 aprilie: Kento Misao, fotbalist japonez
- 18 aprilie: Ioana Ducu, jucătoare română de tenis
- 24 aprilie: Ashleigh Barty, jucătoare australiană de tenis
- 25 aprilie: Allisyn Ashley Arm, actriță americană
- 25 aprilie: Ionuț Nedelcearu, fotbalist român
- 26 aprilie: Constantin Radu, canotor român

### Mai
- 5 mai: Mayar Sherif, jucătoare de tenis egipteană
- 8 mai: 6ix9ine, rapper și cântăreț american
- 9 mai: Noah Centineo, actor american
- 9 mai: Florin Ștefan, fotbalist român
- 12 mai: Moa Mua Maliepo, rugbist român
- 12 mai: Kostas Tsimikas, fotbalist grec
- 14 mai: Martin Garrix, DJ și producător de muzică neerlandez
- 14 mai: Filip Lesniak, fotbalist slovac
- 16 mai: George Mareș, fotbalist român (atacant)
- 17 mai: Ryan Ochoa, actor american
- 21 mai: Karen Hacianov, jucător rus de tenis
- 21 mai: Karen Hacianov, jucător de tenis rus
- 23 mai: Răzvan Gabriel Marin, fotbalist român
- 23 mai: Çağlar Söyüncü, fotbalist turc
- 27 mai: Kim Jae-hwan, cântăreț sud-coreean
- 30 mai: Aleksandr Golovin, fotbalist rus
- 30 mai: Beatriz Haddad Maia, jucătoare de tenis braziliană

### Iunie
- 1 iunie: Tom Holland (n. Thomas Stanley Holland), actor și dansator britanic
- 1 iunie: Călin-Constantin Balabașciuc, politician
- 12 iunie: Albertina Kassoma, handbalist angolez
- 13 iunie: Kingsley Junior Coman, fotbalist francez
- 18 iunie: Cătălin Căbuz, fotbalist român (portar)
- 18 iunie: Alen Halilović, fotbalist croat
- 19 iunie: Larisa Iordache, sportivă română (gimnastică artistică)
- 21 iunie: Andrei Radu, fotbalist român
- 21 iunie: Paul Iacob, fotbalist român
- 24 iunie: Duki (Mauro Ezequiel Lombardo), rapper argentinian
- 26 iunie: Diana Belbiță, luptătoare română
- 28 iunie: Donna Vekić, jucătoare croată de tenis
- 28 iunie: Milot Rashica, fotbalist kosovar

### Iulie

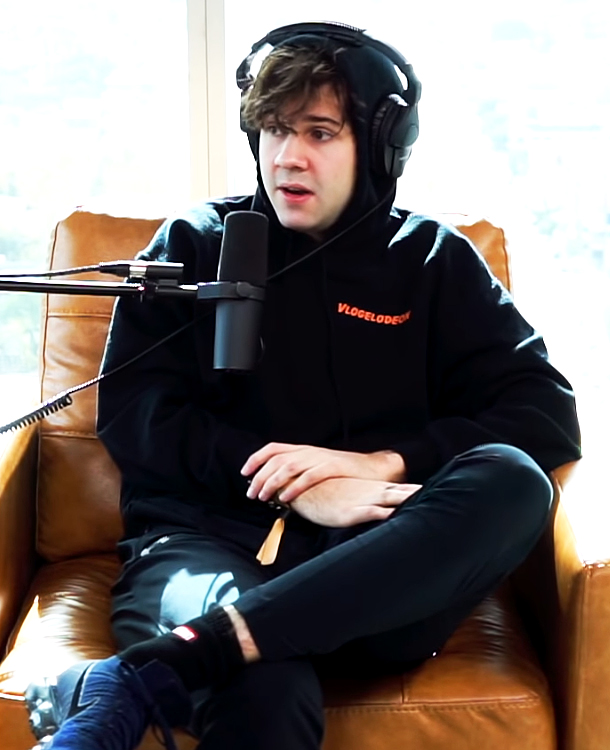
David Dobrik

- 1 iulie: Adelina Sotnikova, sportivă rusă (patinaj artistic)
- 2 iulie: Tallon Griekspoor, jucător de tenis olandez
- 3 iulie: Kendji Girac, cântăreț francez
- 5 iulie: Iuliana Popa, canotoare română
- 6 iulie: Kristal Abazaj, fotbalist albanez (atacant)
- 11 iulie: Andrija Živković, fotbalist sârb
- 12 iulie: Constantin Adam, canotor român
- 20 iulie: Joey Bragg, actor american
- 23 iulie: David Dobrik, YouTuber slovac
- 25 iulie: Filippo Ganna, ciclist italian
- 26 iulie: Koya Kitagawa, fotbalist japonez
- 28 iulie: Lee In Sung, actor sud-coreean
- 28 iulie: Lee In-sung, actor sud-coreean
- 28 iulie: Harriet Dart, jucătoare de tenis britanică
- 31 iulie: Blake Michael, actor și muzician american

### August
- 3 august: Maria Boldor, scrimeră română
- 5 august: Cho Seung-youn, cântăreț sud-coreean
- 5 august: Daichi Kamada, fotbalist japonez
- 7 august: Dani Ceballos (Daniel Ceballos Fernández), fotbalist spaniol
- 12 august: Răzvan Cătălin Began, fotbalist român (portar)
- 12 august: Arthur Melo (Arthur Henrique Ramos de Oliveira Melo), fotbalist brazilian
- 13 august: Saša Lukić, fotbalist sârb
- 21 august: Karolína Muchová, jucătoare de tenis cehă
- 23 august: Yosuke Ideguchi, fotbalist japonez
- 31 august: Fabio Jakobsen, ciclist olandez

### Septembrie
- 1 septembrie: Zendaya (Zendaya Maree Stoermer Coleman), actriță, dansatoare, fotomodel și cântăreață americană
- 3 septembrie: Joy (Soo-young Park), cântăreță sud-coreeană
- 3 septembrie: Joy, cântăreță sud-coreeană
- 5 septembrie: Robert Dumitru Răducanu, fotbalist român (atacant)
- 9 septembrie: Bersant Edvar Celina, fotbalist albanez (atacant)
- 13 septembrie: Roberto Alecsandru, fotbalist român
- 13 septembrie: Lili Reinhart (Lili Pauline Reinhart), actriță americană de film
- 15 septembrie: Mălina Călugăreanu, scrimeră română
- 16 septembrie: Abigail Breslin, actriță americană
- 17 septembrie: Duje Ćaleta-Car, fotbalist croat
- 17 septembrie: Olivia Addams, cântăreață, compozitoare, producător muzical, YouTuber și TikToker din România
- 23 septembrie: Lee Hi (Ha-yi Lee), cântăreață sud-coreeană
- 24 septembrie: Cristina Ciobănașu, cântăreață și actriță română
- 28 septembrie: Gabriel Debeljuh, fotbalist
- 30 septembrie: Ardian Ilmi Ismajli, fotbalist din Kosovo

### Octombrie
- 8 octombrie: Sara Sorribes Tormo, jucătoare de tenis spaniolă
- 8 octombrie: Malcom Edjouma, fotbalist francez
- 11 octombrie: Rhea Ripley, luptătoare profesionistă de wrestling australiană
- 14 octombrie: Kwon Oh Min, actor sud-coreean
- 14 octombrie: Kwon Oh-min, actor sud-coreean
- 17 octombrie: Lewis Capaldi, cântăreț și compozitor scoțian
- 22 octombrie: B.I (Kim Han-Bin), rapper sud-coreean
- 24 octombrie: Océane Dodin, jucătoare franceză de tenis
- 31 octombrie: Leonid Carp, canoist român

### Noiembrie

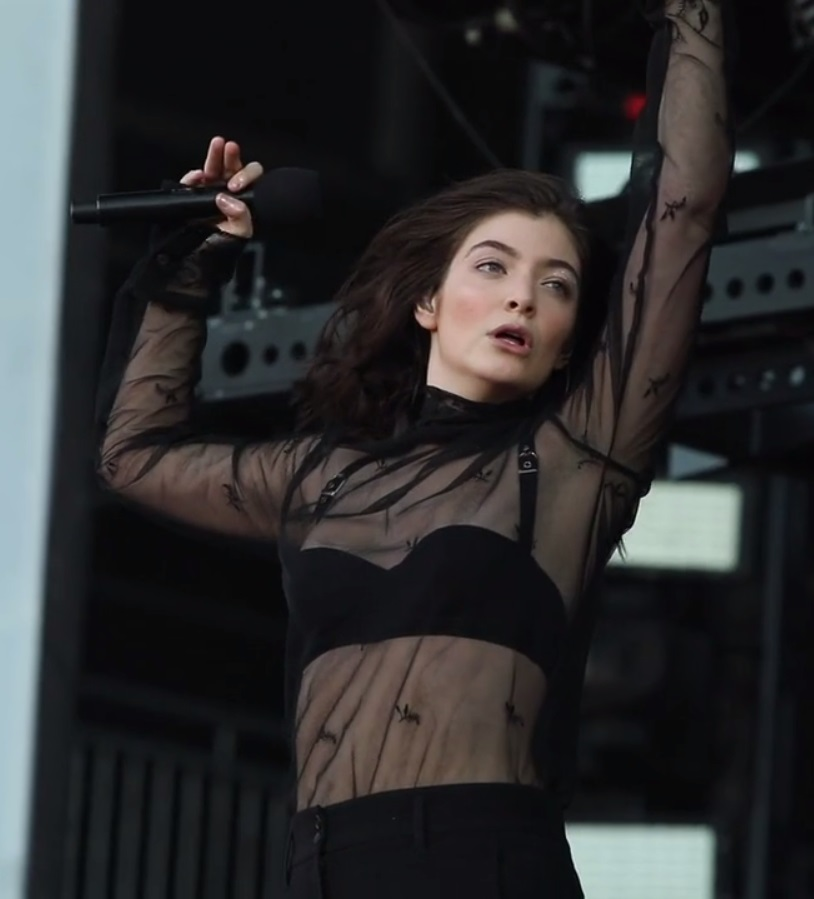
Lorde

- 1 noiembrie: Lil Peep (n. Gustav Elijah Åhr), rapper american (d. 2017)
- 2 noiembrie: Jana Fett, jucătoare croată de tenis
- 7 noiembrie: Lorde, cântăreață neozeelandeză
- 14 noiembrie: Borna Ćorić, jucător croat de tenis
- 19 noiembrie: Chonnasorn Sajakul, cântăreață thailandeză
- 29 noiembrie: Gonçalo Guedes, fotbalist portughez

### Decembrie
- 4 decembrie: Diogo Jota, fotbalist portughez (d.2025)
- 8 decembrie: Scott McTominay, fotbalist scoțian
- 10 decembrie: Kang Daniel, cântăreț sud-coreean
- 10 decembrie: Jonas Vingegaard, ciclist danez
- 11 decembrie: Jack Griffo, actor american
- 16 decembrie: Sergio Reguilón Rodriguez, fotbalist spaniol
- 17 decembrie: Hermina Stoicănescu, handbalistă română
- 21 decembrie: Cristian Radu, bober și atlet român
- 23 decembrie: Eden (Jonathon Ng), cântăreț, producător și compozitor irlandez de muzică electronică
- 23 decembrie: Eden, cântăreț, producător și compozitor irlandez de muzică elctronică
- 28 decembrie: Tanguy Ndombélé Alvaro, fotbalist francez
- 28 decembrie: Tanguy Ndombele, fotbalist francez

## Decese
- 2 ianuarie: Efua Theodora Sutherland, scriitoare ghaneză (n. 1924)
- 5 ianuarie: Tadashi Iijima, poet japonez (n. 1902)

- 7 ianuarie: Károly Grósz, 65 ani, politician maghiar (n. 1930)
- 7 ianuarie: Bienvenido Santos, 84 ani, romancier filipinez (n. 1911)

- 8 ianuarie: François Mitterrand, 79 ani, avocat și politician francez, președinte al Franței (1981-1995), (n. 1916)
- 17 ianuarie: Barbara Jordan, 59 ani, politiciană americană (n. 1936)
- 26 ianuarie: Maria Fotino, 82 ani, pianistă română (n. 1913)
- 27 ianuarie: Eugenija Šimkūnaitė, 75 ani, botanistă lituaniană (n. 1920)
- 29 ianuarie: Marian Hudac, 61 ani, actor de comedie român (n. 1934)
- 29 ianuarie: Jamie Uys (Johannes Jacobus Uys), 74 ani, regizor de film sud-african (n. 1921)
- 2 februarie: Gene Kelly (Eugene Curran Kelly), 83 ani, actor, cântăreț, coregraf, dansator, producător de film și regizor american (n. 1912)
- 5 februarie: Hideo Oguni, 91 ani, scenarist japonez (n. 1904)
- 7 februarie: Robert, Arhiduce de Austria-Este, 80 ani, al doilea fiu al împăratului Carol I al Austriei (n. 1915)
- 12 februarie: Ryōtarō Shiba (n. Teiichi Fukuda), 72 ani, scriitor japonez (n. 1923)
- 13 februarie: Martin Balsam, actor american (n. 1919)
- 15 februarie: Brúnó Straub (Brúnó Ferenc Straub), 82 ani, politician maghiar (n. 1914)
- 17 februarie: Hervé Bazin (Jean Pierre Marie Hervé-Bazin), 84 ani, scriitor francez (n. 1911)
- 18 februarie: Ioan Jak Rene Juvara, 83 ani, medic român (n. 1913)
- 21 februarie: H. L. Gold (Horace Leonard Gold), 81 ani, scriitor american de literatură SF (n. 1914)
- 2 martie: Naseem Hijazi (n. Sharīf Husain), 81 ani, scriitor pakistanez (n. 1914)
- 3 martie: Léo Malet, 86 ani, scriitor francez (n. 1909)
- 9 martie: Alberto Pellegrino, 65 ani, scrimer italian (n. 1930)
- 19 martie: Gheorghe Eșanu, 68 ani, solist de operă (bariton) din Republica Moldova (n. 1927)
- 19 martie: Walter Sullivan (Walter Seager Sullivan, Jr), 78 ani, jurnalist american (n. 1918)
- 19 martie: Walter Sullivan, jurnalist american (n. 1918)
- 20 martie: Ioanid Romanescu (n. Valentin Tudose), 58 ani, poet român (n. 1937)
- 26 martie: Edmund Muskie, 81 ani, politician american (n. 1914)
- 1 aprilie: Alexandru Diordiță, politician moldovean sovietic (n. 1911)
- 5 aprilie: Gerry L'Estrange, 78 ani, politician irlandez (n. 1917)
- 13 aprilie: Vjekoslav Kaleb, 90 ani, scriitor croat (n. 1905)
- 13 martie: Krzysztof Kieślowski, 54 ani, regizor de film și scenarist polonez (n. 1941)
- 13 martie: Valerian Zaharia, episcop al Bisericii Ortodoxe Române (n. 1905)
- 17 martie: René Clément, 82 ani, regizor de film și scenarist francez (n. 1913)
- 18 martie: Odysseas Elytis, poet grec (n. 1911)
- 22 aprilie: Mircea Ciobanu (n. Mircea Sandu), 55 ani, poet, prozator și eseist român (n. 1940)
- 24 aprilie: Rafael Orozco (Rafael Orozco Flores), 50 ani, pianist spaniol (n. 1946)
- 24 aprilie: Frank Riley (aka Frank Rhylick), 80 ani, scriitor american (n. 1915)
- 29 aprilie: Mario David, actor francez (n. 1927)
- 30 aprilie: David Opatoshu (n. David Opatovsky), 78 ani, actor american (n. 1918)
- 8 mai: Serge Chermayeff (Serge Ivan Chermayeff), 95 ani, arhitect britanic (n. 1900)
- 21 mai: Christian de Chergé, 59 ani, călugăr algerian trapist (n. 1937)
- 25 mai: Guy Mazeline (Guy Marius Paul Mazeline), 96 ani, scriitor francez (n. 1900)
- 26 mai: Ovidiu Papadima, 87 ani, cronicar literar, eseist și istoric literar român (n. 1909)
- 29 mai: Antonín Mrkos, 78 ani, astronom ceh (n. 1918)
- 31 mai: Semion Șvarțburd, matematician rus (n. 1918)
- 3 iunie: Hideo Sakai, fotbalist japonez (n. 1909)

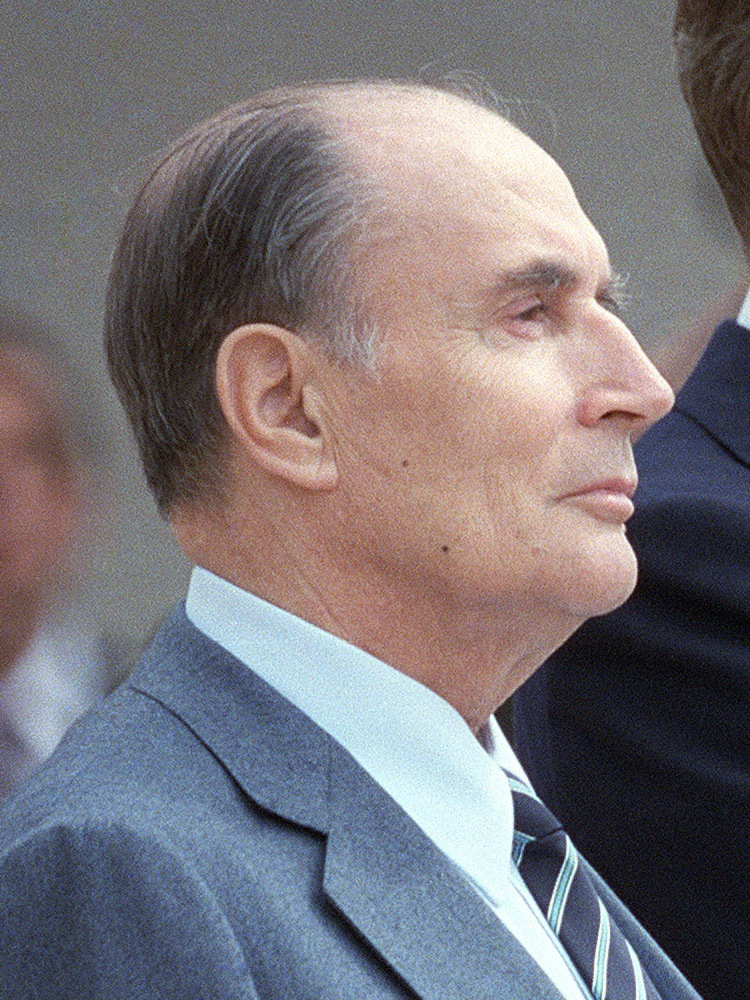
François Mitterrand, avocat și politician francez, președinte al Franței
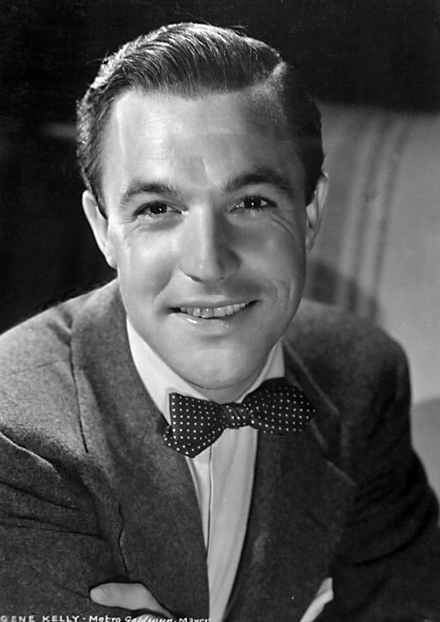
Gene Kelly, actor, cântăreț, coregraf, dansator, producător de film și regizor american
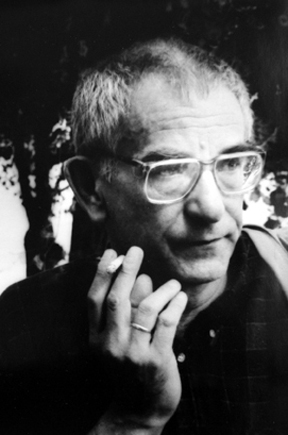
Krzysztof Kieślowski, regizor de film și scenarist polonez

- 5 iunie: Vito Scotti, 78 ani, actor american (n. 1918)
- 9 iunie: Piotr Abraszewski, 90 ani, pictor polonez (n. 1905)
- 10 iunie: Jo Van Fleet, actriță de teatru, fim și de televiziune americană (n. 1915)
- 12 iunie: Adam Mularczyk, actor polonez (n. 1923)
- 15 iunie: Ella Fitzgerald (Ella Jane Fitzgerald), 79 ani, cântăreață americană de jazz (n. 1917)
- 23 iunie: Andreas Papandreou, 77 ani, politician grec, prim-ministru al Greciei (1981-1989 și 1993-1996), (n. 1919)
- 28 iunie: Isao Yamagata, 80 ani, actor japonez (n. 1915)
- 3 iulie: Mia Braia (Maria Braia), 84 ani, cântăreață română (n. 1911)
- 3 iulie: Barry Crump, 61 ani, scriitor neozeelandez (n. 1935)* 3 iulie: Barry Crump, 61 ani, scriitor neozeelandez (n. 1935)

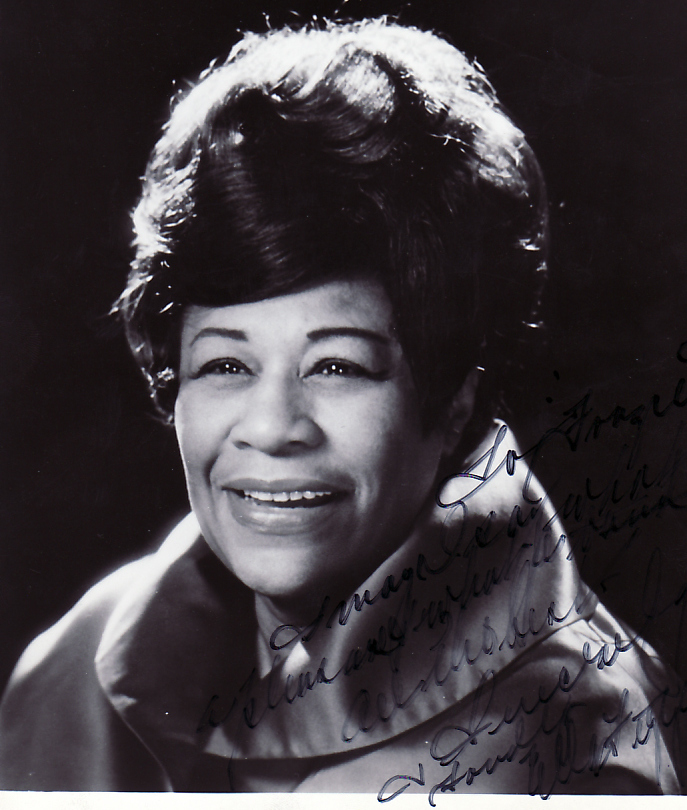
Ella Fitzgerald, cântăreață americană de jazz
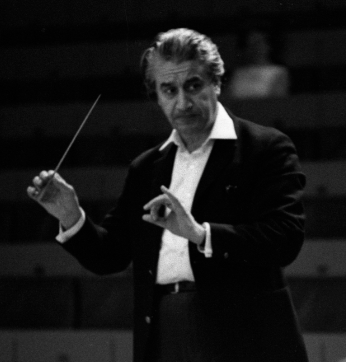
Sergiu Celibidache, dirijor și compozitor român
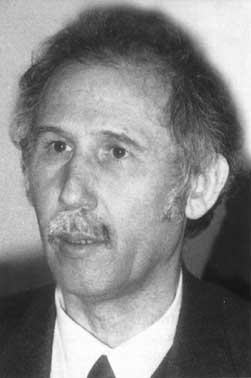
Marin Sorescu, poet și dramaturg român

- 8 iulie: Albrecht, Duce de Bavaria (n. Albrecht Luitpold Ferdinand Michael), 91 ani (n. 1922)
- 10 iulie: Eno Raud, 68 ani, scriitor estonian (n. 1928)
- 16 iulie: Nicolae Haralambie Carandino, 90 ani, scriitor și cronicar dramatic român (n. 1905)
- 19 iulie: David Nicolson, 73 ani, politician britanic (n. 1922)
- 30 iulie: Claudette Colbert, actriță francezo-americană (n. 1903)
- 31 iulie: Ricardo Molinari (Ricardo Eufemio Molinari), 98 ani, scriitor argentinian (n. 1898)
- 1 august: Tadeusz Reichstein, 99 ani, chimist polonez laureat al Premiului Nobel (1950), (n. 1897)
- 1 august: Frida Boccara, cântăreață franceză (n. 1940)
- 2 august: Obdulio Varela, fotbalist uruguayan (n. 1917)
- 11 august: Baba Vanga, prezicătoare oarbă bulgară (n. 1911)
- 13 august: Willi Heeks, 74 ani, pilot german de Formula 1 (n. 1922)
- 14 august: Sergiu Celibidache, 84 ani, dirijor și compozitor român (n. 1912)
- 19 august: Holdemar Menezes, 74 ani, scriitor brazilian (n. 1921)
- 20 august: Dora Massini, 88 ani, soprană ucraineană (n. 1907)
- 25 august: Suzana Gâdea, 77 ani, comunistă română (n. 1919)
- 27 august: Yair Rosenblum, 51 ani, compozitor israelian (n. 1944)
- 1 septembrie: Ion Oblemenco, 51 ani, fotbalist (atacant) român (n. 1945)
- 2 septembrie: Edmond Nicolau, 74 ani, inginer, cibernetician, eseist român (n. 1922)
- 2 septembrie: Kenneth Stewart, 71 ani, politician britanic (n. 1925)
- 5 septembrie: Rafael Benshalom (n. Rafael Friedl), 76 ani, diplomat israelian, originar din Transilvania (n. 1920)
- 6 septembrie: Ion Dumitrescu, 83 ani, compozitor român (n. 1913)
- 6 septembrie: Ion Dumitrescu, compozitor român (n. 1913)
- 11 septembrie: Koichi Oita, 82 ani, fotbalist japonez (n. 1914)
- 13 septembrie: Tupac Shakur (n. Lesane Parish Crooks), 25 ani, rapper și actor american (n. 1971)
- 19 septembrie: Ștefan Mihăilescu-Brăila, 71 ani, actor român de film și teatru (n. 1925)
- 19 septembrie: Edilberto K. Tiempo (Edilberto Kaindong Tiempo), 82 ani, scriitor filipinez (n. 1913)
- 19 septembrie: Gustav Gündisch, 89 ani, istoric german (n. 1907)
- 25 septembrie: Nicu Ceaușescu, 45 ani, comunist român, fiul lui Nicolae Ceaușescu (n. 1951)
- 1 octombrie: Alexandru Andrițoiu, 66 ani, poet român (n. 1929)
- 4 octombrie: Masaki Kobayashi, 80 ani, regizor japonez de film (n. 1916)
- 4 octombrie: Aurel Leon, 85 ani, jurnalist român (n. 1911)
- 11 octombrie: Lars Ahlfors, 89 ani, matematician finlandez (n. 1907)
- 11 octombrie: William Vickrey, economist canadian (n. 1914)
- 12 octombrie: René Lacoste, 92 ani, jucător francez de tenis și producător de vestimentație sportivă (n. 1904)
- 21 octombrie: Oleg Danovski, 79 ani, balerin și coregraf român (n. 1917)
- 24 octombrie: Romica Puceanu (n. Rada Puceanu), 68 ani, solistă de muzică lăutărească de etnie romă (n. 1927)
- 25 octombrie: Ennio De Giorgi, 68 ani, matematician italian (n. 1928)
- 26 octombrie: Vladimir Juravle (n. Vladimir Gheorghiu), 55 ani, actor român de teatru și film (n. 1941)
- 27 octombrie: Charlotte Jay (n. Geraldine Halls), 76 ani, scriitoare australiană (n. 1919)
- 30 octombrie: Constantin Crișan, 56 ani, scriitor român (n. 1939)
- 30 octombrie: John Young, 80 ani, actor britanic (n. 1916)
- 30 octombrie: John Young, actor britanic (n. 1916)
- 3 noiembrie: Jean Bedel Bokassa, ofițer și președinte al Republicii Centrafricane, declarat împărat (n. 1921)
- 5 noiembrie: Dimităr Peev, scriitor bulgar (n. 1919)
- 7 decembrie: José Donoso (José Donoso Yáñez), 72 ani, scriitor chilian (n. 1924)
- 8 decembrie: Marin Sorescu, 60 ani, poet și dramaturg român, membru titular al Academiei Române (n. 1936)
- 12 decembrie: Ileana Predescu, actriță română (n. 1927)
- 13 decembrie: Cao Yu, 86 ani, scriitor chinez (n. 1910)
- 14 decembrie: Doina Cojocaru (n. Doina Petruța Cojocaru), 48 ani, handbalistă română (n. 1948)
- 14 decembrie: Nicole Valéry-Grossu (n. Nicoleta Valeria Bruteanu), 77 ani, jurnalistă română (n. 1919)
- 19 decembrie: Marcello Mastroianni (Marcello Vincenzo Domenico Mastroianni), 72 ani, actor italian (n. 1924)
- 20 decembrie: Carl Sagan (Carl Edward Sagan), 62 ani, astrofizician american, cosmolog, autor și știință educator (n. 1934)
- 23 decembrie: Infanta Maria Cristina a Spaniei (n. Doña María Cristina Teresa Alejandra María de Guadalupe María de la Concepción Ildefonsa Victoria Eugenia de Borbón y Battenberg), 85 ani (n. 1911)
- 27 decembrie: Nicolae Militaru, 71 ani, ofițer român (n. 1925)
- 30 decembrie: Q386349, actor american (n. 1943)

## Premii Nobel
- Fizică: David M. Lee, Douglas D. Osheroff, Robert C. Richardson (SUA)
- Chimie: Robert F. Curl, jr. (SUA), Sir Harold W. Kroto (UK), Richard E. Smalley (SUA)
- Medicină: Peter C. Doherty (Australia), Rolf M. Zinkernagel (Elveția)
- Literatură: Wislawa Szymborska (Polonia)
- Pace: Carlos Filipe Ximenes Belo, José Ramos-Horta (Timorul de Est)